# トヨタ・S-FR
S-FR (Toyota S-FR) は、トヨタ自動車が2015年の第44回東京モーターショーに出展したコンセプトカーである。

## 概要
車を運転する楽しさを伝えるトヨタのライトウェイトスポーツの系譜を継承しつつ、シンプルで親しみやすいエントリーモデルとして企画された。「S」は「Small」の略。
寸法やホイールベース以外の細かなスペックは公表されていないが、エンジンをフロントミッドシップに搭載し、グラスルーフを採用した4人乗りクーペである。また、カーナビやカーステレオを搭載するDINスペースが無く、スマートフォンのナビアプリなどの使用を前提とした仕様としている。
タカラトミーは、このコンパクトFRコンセプト「S-FR」の発表に合わせて「トミカプレミアム トヨタ・S-FR」をTMS会場内で発売した。また、2016年4月にはボディカラーを変更した通常版が発売された。
2016年1月の東京オートサロン2016にはTOYOTA GAZOO Racingがカスタマイズした「S-FR Racing Concept」が展示された。ワイドフェンダー、リアウィング、ディフューザーなどを装備し、車高を-50mm落としている。
2023年時点でも本車に関するトヨタからの公式発表はなく、一部の自動車関連メディアでは開発中止といった不確定情報が伝えられている。